# Fiskevägen

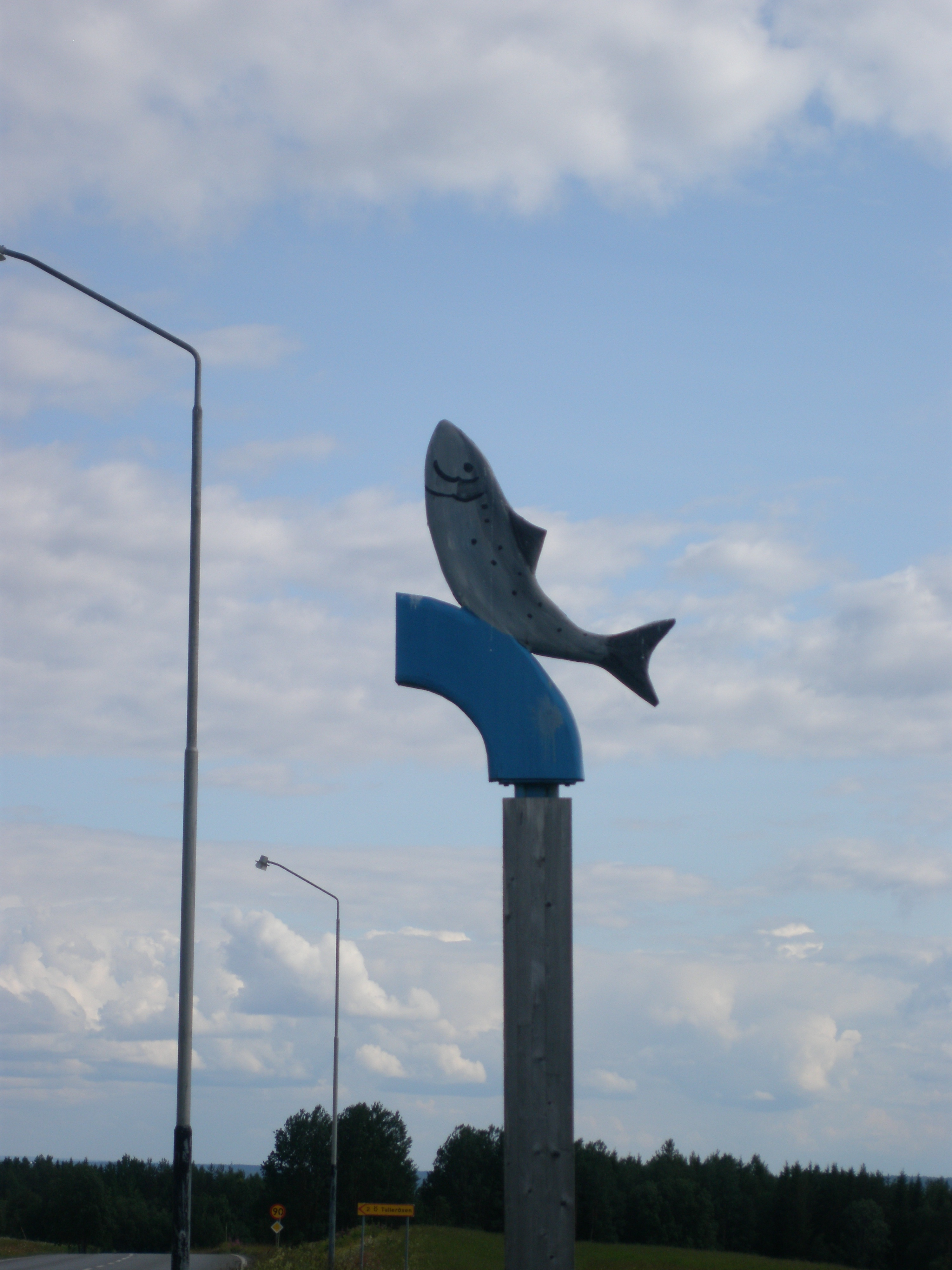
Fiskevägen vid Tulleråsen i Offerdal

Fiskevägen är en väg som har sin början i Krokom i Jämtland, och fortsätter längs länsväg 340 till Offerdals socken, via Lillholmsjö till Hotagens socken, Valsjöbyn och vidare in i  Norge för att sluta i Namsos. 
Fiskevägen är känd för fina insjöar och vattendrag för fiske och är ett välkänt begrepp bland sportfiskare i Sverige.